# Индепенденс (Вирџинија)
Индепенденс (енгл. Independence) град је у америчкој савезној држави Вирџинија. По попису становништва из 2010. у њему је живело 947 становника.

## Демографија
Према попису становништва из 2010. у граду је живело 947 становника, што је 24 (2,5%) становника мање него 2000. године.
| Група             | 2000.       | 2010.       |
| Белци             | 870 (89,6%) | 807 (85,2%) |
| Афроамериканци    | 66 (6,8%)   | 77 (8,1%)   |
| Азијати           | 0 (0,0%)    | 0 (0,0%)    |
| Хиспаноамериканци | 26 (2,7%)   | 45 (4,8%)   |
| Укупно            | 971         | 947         |